# 15 ans de scène
Albums de Orchestre national de Barbès
Rendez-vous Barbès
(2010)
15 ans de scène est album double en public et commémoration du groupe Orchestre national de Barbès, sorti le 26 mars 2012 sur le label La Prod Jv, à l'occasion du quinzième anniversaire du groupe lors d'un concert en 1996 au New Morning,.

## Liste des titres
Disque 1
1. Chorfa - 7:07
2. Poulina - 2:12
3. Salamaragga - 7:21
4. Prélude - 2:34
5. Chkoun ? - 3:49
6. Sidi Yahia-Bnet Paris - 5:10
7. Résidence - 4:27
8. Alik - 5:32
9. Wawa - 7:47
10. Khalti Hlima - 6:28
11. Gnawa - 12:32

Disque 2 :
1. Lemouima - 4:29
2. Alaoui - 8:11
3. La rose valse (Tu n'es plus comme avant) - 7:02
4. La Rose - 2:42
5. Sympathy for the Devil - 7:44
6. RDV Barbès - 5:00
7. Dor biha - 5:46